# Linguatula serrata
Linguatula serrata, es un crustáceo parásito cosmopolita, que pertenece al orden de los pentastómidos. Por su aspecto exterior parece una lengua (de ahí su nombre de linguatula = lengua pequeña). Tiene aspecto de gusano y se comporta de un modo similar a los helmintos.
Viven en todo el mundo, sobre todo en regiones cálidas subtropicales y templadas, con mayor incidencia en primavera y verano. La incidencia en regiones endémicas puede afectar hasta al 50% de los [perros callejeros.
Este parásito se aloja en las fosas nasales o en las vías respiratorias de los perros y otros carnívoros, ocasionalmente de gatos. El ganado mayor (bovinos, ovinos, caprinos), otros animales y los seres humanos pueden también infectarse como hospedadores intermediarios. La infección con este parásito se denomina linguatuliasis o linguatulosis.

## Morfología
Linguatula serrata es un parásito es aplanado dorsoventralmente con una segmentación trasversal discreta, se estrecha hacia la parte posterior de manera que se asemeja a una lengua, de ahí su nombre. Su boca es cuadrangular y tiene cuatro ganchos cuyo largo es de 400 a 480 μm por su parte externa y de 380 a 440 μm por su parte interna. Existe un gran dimorfismo sexual en la especie, los machos miden de 18 a 20 milímetros de longitud, mientras que las hembras miden de 80 a 120 mm. Los huevos son ovoides, pardos o amarillentos y miden unas 70 x 90 micras. Las ninfas miden 1 cm de largo, presentan su cuerpo cubierto de espinas y tienen ganchos cerca de la boca.

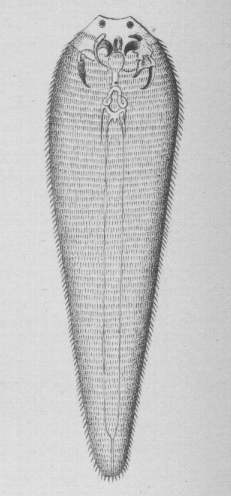
Larva en su último estadio

## Comportamiento y reproducción
En su forma adulta, L. serrata se aloja en las vías nasales, los senos frontales y la cavidad timpánica de los perros, otros cánidos y félidos, donde succiona mucus y sangre. Se han encontrado pocos casos de ejemplares adultos en el hombre. Por lo común, los pentastómidos en su estadio adulto son parásitos del aparato respiratorio de reptiles o carnívoros, y de herbívoros en sus fases larvales. Sin embargo, aunque sus huéspedes específicos parecen ser limitados, se han encontrado infecciones en muchos animales. Excepto en algunos estudios epidemiológicos, las infecciones humanas por pentastómidos son infrecuentes: solo se habían notificado ocho casos en los Estados Unidos de América hasta 1991, y se habían notificado nueve casos en todo el mundo entre 1989 y mediados de 2001.

## Epidemiología
La tasa de infección es mayor durante la primavera y el verano, en comparación con el otoño y el invierno, que constituye el 33,33% de la tasa de infección anual.

## Distribución geográfica
L. serrata está ampliamente distribuida en el mundo, es endémica o potencialmente endémica en 184 países pero la infección humana es poco frecuente. La mayor parte de los casos se han notificado en varios países del norte de África, Europa y el Medio Oriente. En América, la linguatuliasis humana se ha diagnosticado en Brasil, Canadá, Chile, Colombia, Cuba, Estados Unidos y Panamá. Entre 1989 y mediados de 2001 solo se notificó en el mundo un caso ocular en el Ecuador. La tasa de infección en los perros es muy alta en algunas áreas. Se comprobó que 43,3% de los perros callejeros hospedaban L. serrata en Beirut, Líbano; 38% en algunas zonas de la India, y un alto porcentaje en la Ciudad de México. Las tasas más altas se observan en las áreas donde se alimenta a los perros con vísceras crudas de ovinos y caprinos. En los Estados Unidos se han encontrado perros infectados en la zona del medio oeste y en Georgia, pero la tasa de prevalencia obtenida por examen coprológico resultó muy baja. No se dispone de datos sobre la frecuencia de la infección en herbívoros domésticos. En el Líbano, 4 de 10 hígados de caprinos adquiridos en carnicerías seleccionadas al azar tenían larvas en los ganglios hepáticos y 2 de 10 hígados ovinos estaban parasitados. En los Estados Unidos, los huéspedes intermediarios principales parecen ser los
conejos silvestres, que se encontraron infectados en varios estados del sur y el sudeste. En un estudio realizado en ocho estados del sudeste, se encontró que 2% de 260 conejos Sylvilagus floridanus tenían ninfas de L. serrata (la infección fue leve).

## Ciclo vital
El ciclo vital del parásito requiere huéspedes intermediarios herbívoros, sobre todo ovinos, bovinos, caprinos y lagomorfos. También cérvidos, equinos, cerdos y otros mamíferos distintos pueden servir como huéspedes intermediarios. El hombre es un huésped intermediario accidental. El adulto vive en los senos frontales y en las fosas nasales de carnívoros, pone sus huevos ahí y son expulsados al medio ambiente mediante estomudos y saliva y, cuando los deglute, con las heces. Las hembras viven al menos dos años y producen millones de huevos.
Al ingerir los huevos con el pasto o el agua, en el intestino de los huéspedes intermediarios se libera una larva de primer estadio, la cual posee cuatro patas provistas de garras y un aparato perforador que le permite penetrar la pared intestinal. La larva migra a través de la circulación sanguínea y linfática hacia los órganos internos y se enquista en los ganglios linfáticos, el hígado, el bazo, los pulmones y otros órganos, donde forma pequeños nódulos que miden de 2 a 4 mm. Entre 250 y 300 días después de la infección y luego de alrededor de 12 mudas dentro del quiste, la larva alcanza el estadio de ninfa que es infectante. Su tamaño es de unos 5 mm y se asemeja al parásito adulto. La ninfa puede romper la envoltura quística, migrar por la cavidad peritoneal y penetrar distintos tejidos. Si un carnívoro se alimenta de tejidos u órganos de un huésped intermediario infectado, la ninfa infectante llega por el estómago y el esófago a la nasofaringe, donde después de varias mudas alcanza la madurez en unos seis meses y comienza la oviposición.

## Fuente de infección y modo de transmisión
Los reservorios naturales son los cánidos y, raramente, los félidos domésticos o silvestres. Los carnívoros adquieren la infección por ingerir vísceras y tejidos de los huéspedes intermediarios infectados. En las áreas endémicas, es de especial interés la relación entre el perro y los caprinos y ovinos. Los perros de caza se infectan al cazar lagomorfos infectados. En el ciclo silvestre, la infección circula entre herbívoros silvestres y sus depredadores carnívoros. Los herbívoros se infectan al ingerir pastos contaminados con heces o secreciones nasales de los cánidos. El ser humano adquiere la forma visceral al ingerir verduras o agua contaminada con huevos del parásito depositados con materias fecales, saliva o descargas nasales de perros u otros huéspedes definitivos. El “halzoun” o el “marrara” se adquiere en humanos por ingestión de hígado o ganglios crudos de caprinos, ovinos u otros herbívoros domésticos que contienen las etapas larvarias de este parásito.

## Enfermedad

### La enfermedad en humanos
De las muchas especies pentastómidos, 10 se conocen por infectar a humanos, y entre ellos, Armillifer armillatus y Linguatula serrata son las principales especies patógenas que pueden provocan la mayoría de las infecciones humanas. Los seres humanos pueden infectarse de dos
maneras: bien como un huésped intermediario o como huésped definitivo accidental. De acuerdo a la ubicación en el cuerpo humano y los síntomas clínicos que provocan, la pentastomiasis humana se puede dividir en dos tipos, de tipo visceral y de tipo nasofaríngeo. La infección generalmente se limita a las zonas tropicales y subtropicales, pero la afectación ocular se ha reportado en el sur de
Estados Unidos. La infección humana por linguatula fue históricamente más común de lo que a veces se cree. Autopsias de hígado humano en Berlín a principios del siglo XX revelaron una tasa de infección de casi el 12%.

#### Linguatuliasis visceral
Cuando la infección se produce por ingestión de huevos que estornuda o defeca el huésped primario, normalmente serían comidos por un mamífero herbívoro o animales domésticos. Los huevos eclosionan en los intestinos, las larvas resultantes viajan hacia la cavidad visceral del cuerpo. Aquí las larvas se encapsulan formando quistes o granulomas en diferentes órganos donde pueden sobrevivir hasta dos años. Al morir, son absorbidas o el quiste puede calcificarse. La localización principal de las larvas es el hígado, ya sea bajo la cápsula de Glisson o en el parénquima, y en menor grado en el mesenterio y la pared intestinal. Las ninfas enquistadas no producen síntomas clínicos y casi siempre la infección se descubre durante intervenciones quirúrgicas, exámenes radiológicos o autopsias. Se han descrito casos clínicos de prostatitis, infección ocular (cámara anterior del ojo) y abdomen agudo cuyo origen es un ganglio parasitado e inflamado que se adhiere a la pared intestinal.

#### Linguatulasis nasofaríngea
Se conoce como los síndromes de “halzoun” y “marrara”, se atribuyen a una infección por la ninfa de L. serrata ingerida con hígado o ganglios linfáticos crudos o semicrudos de caprinos y ovinos infectados. Los síntomas aparecen entre pocos
minutos y media hora después de ingerir la comida infectante. Es probable que la variación en el período de incubación dependa del sitio de liberación de las ninfas: las que son tragadas necesitan más tiempo para migrar hacia las amígdalas y mucosas nasofaríngeas que las que quedan libres en la boca. Los síntomas más prominentes son irritación y dolor de garganta; a veces hay congestión y edema intenso de la región, que puede extenderse a la laringe, la trompa de Eustaquio, la conjuntiva, la nariz y los labios. El lagrimeo y la descarga nasal son frecuentes. A veces también hay disnea, disfagia, vómito, cefalea, fotofobia y exoftalmia. Se cree que la sintomatología más grave se presenta en personas sensibilizadas por infecciones viscerales debidas a L. serrata. El curso de la enfermedad es rápido y benigno. Cerca de la mitad de los pacientes se recuperan en menos de un día; en otros, la infección puede durar entre 1 y 2 semanas.
La Linguatuliasis nasofaríngea es bastante frecuente en todo el Medio Oriente. Se conoce como “halzoun” en Grecia, Líbano y Turquía donde a menudo se consume carne cruda infectada después de las fiestas religiosas. En Sudán esta enfermedad se conoce como “marrara”, que es un plato popular local preparado a partir de despojos crudos. Se ha sugerido que hasta el 20% de la población en algunas partes de Sudán pueden verse afectados por este síndrome en algún momento de sus vidas.

### La enfermedad en animales
El parásito adulto causa un catarro nasal, con estomudos y secreción copiosa y, a veces, epistaxis en el perro. Sin embargo, en infecciones poco intensas no se encuentra ninguna lesión en los cornetes nasales. La infección larval en los herbívoros y omnívoros domésticos (huéspedes intermediarios) es asintomática. Solo las cargas parasitarias grandes pueden causar daño a los órganos afectados.

## Diagnóstico
La forma visceral causada por las ninfas rara vez se diagnostica en vida en el hombre o de los animales domésticos, a menos que se realice una intervención quirúrgica. El examen radiológico de quistes calcificados puede llevar a sospechar la presencia de la infección. El diagnóstico específico se efectúa por identificación de la ninfa mediante una biopsia. En el examen histopatológico se observa una reacción granulomatosa con múltiples abscesos eosinofílicos, en cuyo centro se encuentran las ninfas degeneradas. En casos muy antiguos puede no haber hallazgos patológicos alrededor de los quistes calcificados. En los casos de “halzoun” o “marrara”, se debe tratar de obtener la ninfa para su identificación. En los perros con catarro nasal sospechoso puede confirmarse el diagnóstico mediante la búsqueda de huevos en la secreción nasal o en las heces.

## Tratamiento
Se pueden utilizar antibióticos, si es necesario, para tratar las infecciones secundarias causadas por el parásito. Se realiza un lavado de las cavidades nasales con solución salina fisiológica. Se extrae el parásito con pinzas si es visible a través de las narinas, si no es posible, se puede proceder a la extracción quirúrgica. También se pueden hacer inhalaciones de aerosoles con insecticidas de contacto y tratamiento con ivermectina, una dosis de 200 mcg x kg de peso vivo por vía oral.

## Control y profilaxis
La prevención de la infección visceral consiste en evitar la contaminación del agua o los alimentos crudos con deposiciones de carnívoros para evitar la ingestión de huevos, y en el lavado cuidadoso de las manos antes de comer si se ha tenido contacto con animales. Se suele evitar en la medida de lo posible la presencia de perros en las zonas de pasto de herbívoros. La prevención del “halzoun” y el “marrara” o de la infección nasal con el parásito adulto consiste en evitar la ingestión de vísceras crudas o insuficientemente cocidas. De igual manera, no se debe alimentar a los perros con vísceras crudas de cabras, ovejas u otros herbívoros.

## Impacto económico
Las larvas de Linguatula serrata se encuentran en los nódulos de 2-4 mm, estos crecen poco a poco y dan aspecto de verdaderos abscesos. Las lesiones de linguatulosis intestinal se parecen al inicio a las lesiones de oesofagostomosis larvaria. Esto es causa de decomiso del intestino con la consecuente pérdida económica para el ganadero.